# Iglesia de Santo Tomás (Ventajola)
La iglesia de Sant Tomàs de Ventajola se encuentra situada en la entidad de población de Ventajola, perteneciente al municipio de Puigcerdá, en la comarca de la Baja Cerdaña (Cataluña, España).
Documentada a partir del año 958 como posesión del monasterio de San Miguel de Cuixá en el precepto del rey Lotari y confirmado por una bula del papa Juan XIII en el año 968, y posteriormente en el año 1011 en la bula de Sergio IV.

## Edificio
El edificio es de estilo románico y consta de una nave rectangular con ábside semicircular, sus muros originales eran de unos ochenta cdentímetros de grosor, seguramente con una cubierta de madera, que fue modificada posteriormente regruesando las paredes a un metro y medio y construyendo la bóveda con ladrillos. Se ha añadido una capilla lateral. Tiene un campanario de espadaña de dos ventanales.